# Иджадийе
Иджадийе (на турски: İcadiye) е квартал в район Юскюдар в азиатската част на Истанбул, Турция. Той е съсредоточен върху хълма Иджадийе и граничи на север с Кузгунджук, на изток с Алтунизаде, на юг със Селами Али и на запад със Султантепе. Това е предимно жилищен квартал, с няколко исторически къщи и сгради.
Името на квартала е свързано с думата за изобретение (на турски: icat). Получава това име, защото нови видове печатни преси, изобретени от Саркис Калфа от Кайсери, се произвеждат в магазините там.
Няколко водоизточника на хълма Иджадийе са били свързани с историческия център на Юскюдар по време на османската епоха. Водопроводът Михримах Султан е построен през 1547 г., за да донесе вода до джамията Михримах Султан. Водопроводът Арслан Ага е построен през 1646 г., за да донесе вода до фонтаните в Султантепе и до джамиите Абди Ефенди и Михримах Султан.
В квартала има историческа баня, İcadiye Dağ Hamamı, построена през 1854 г. от Шейх ул-Ислам Ариф Хикмет Бейефенди.
Поради стратегическото си местоположение, в миналото кварталът е бил мястото на две противопожарни кули, кулата Арапзаде и кулата Аярджъбашъ.
Джамиите в квартала включват джамията Хаджъ Мехмет Али Йозтюрк (1990) и джамията Хаджъ Османоулу.
Училищата в квартала включват частна арменска детска градина и начално училище Нерсесян Йермонян (към учебната 2000 – 2001 година това училище не е имало ученици), Основно училище Фуат Баймур, Основно училище Иджадийе и гимназия Юскюдар.